# Theuma recta
Theuma recta là một loài nhện trong họ Gnaphosidae.
Loài này thuộc chi Theuma. Theuma recta được George Newbold Lawrence miêu tả năm 1927.